# Bulbul curvirostre
Eurillas curvirostris
Espèce
Statut de conservation UICN

 LC  : Préoccupation mineure
Le Bulbul curvirostre (Eurillas curvirostris) est une espèce de passereaux de la famille des Pycnonotidae.

## Répartition
Cet oiseau est répandu en Afrique équatoriale.

## Habitat
Son habitat naturel est les forêts subtropicales ou tropicales en plaine et les montagnes humides.

## Sous-espèces
D'après la classification de référence (version 14.2, 2024) du Congrès ornithologique international, cette espèce est constituée des deux sous-espèces suivantes :
- Eurillas curvirostris curvirostris (Cassin, 1859) ;
- Eurillas curvirostris leonina (Bates, 1930) — du Sierra Leone au Ghana.